# Gasthof Goldener Anker

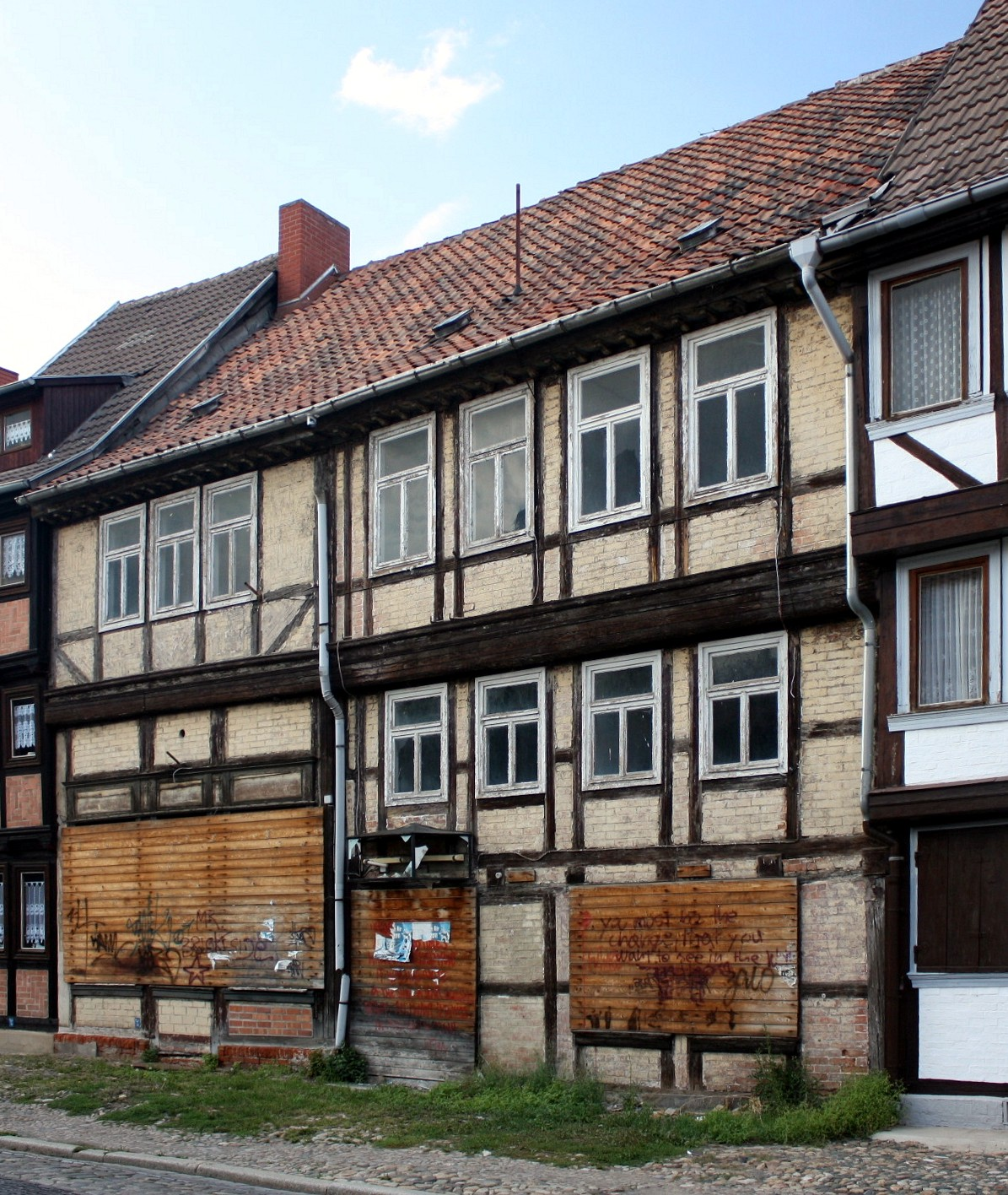
Gasthof „Goldener Anker“

Der Gasthof „Goldener Anker“ ist ein denkmalgeschütztes Gebäude in der Stadt Quedlinburg in Sachsen-Anhalt. Derzeit (Stand 2012) steht das Haus leer.

## Lage
Es befindet sich an der Adresse Augustinern 14 im nördlichen Teil der historischen Quedlinburger Neustadt und gehört zum UNESCO-Weltkulturerbe. Östlich grenzt das gleichfalls denkmalgeschützte Haus Augustinern 15 an.

## Architektur und Geschichte
Das zweigeschossige Anwesen besteht aus zwei zusammengefassten Fachwerkhäusern. Der Westteil des Hauses entstand in der Zeit um 1680. Das Fachwerk weist hier eine Ständerreihung und Fußstreben auf. Vor der aus der Zeit des Barock stammenden Stockschwelle befindet sich ein später angefügtes Bohlenbrett.
Im östlichen, um 1800 entstandenen Gebäudeteil befindet sich ein Zwischengeschoss. Die Fassade ist schlicht gehalten.
Im Denkmalverzeichnis des Landes Sachsen-Anhalt ist das Haus als Gasthof eingetragen. 2024 wurde die Ausweisungsart von Baudenkmal zu Denkmalbereich verändert.